# Selección de fútbol del Sarre
La selección de fútbol del Sarre fue el representativo del Protectorado del Sarre entre 1947 y 1956.
Tras la Segunda Guerra Mundial, este territorio (actualmente un estado federado de la República Federal de Alemania) comenzó a ser controlado por Francia, y a partir de 1947 comenzó a tener una autonomía que le permitió formar su propio seleccionado nacional.
Así, el 21 de noviembre de 1950 enfrentó su primer partido ante el equipo B de Suiza, derrotando a este por 5:3 en el Ludwigparkstadion de Saarbrücken. Pronto, fue integrada como miembro de la UEFA y de la FIFA, lo que le permitió participar en las clasificatorias para la Copa Mundial de Fútbol de 1954. Por primera vez, ya no jugaría contra seleccionados B, y se enfrentaría en su primer partido a los futbolistas noruegos de visita.
Sorprendentemente, los sarrenos derrotaron a los locales y obtuvieron su primera (y única) victoria ante un equipo oficial, el 24 de junio de 1953.
Gran expectación hubo cuando el Sarre debió jugar ante el equipo de Alemania Occidental en Stuttgart, siendo derrotado por tres goles a cero. En Saarbrücken, empataron a cero frente a los escandinavos y perdieron 3:1 ante sus compatriotas alemanes, terminando en el segundo lugar del grupo con cuatro puntos en su primera participación a nivel internacional.
Algunos partidos más fueron jugados (incluido uno ante Uruguay), que en la mayoría, fueron derrotas.
En 1956, un referendo en el Sarre determinó la incorporación a Alemania Occidental, por lo que el equipo acabó integrado también en la de Alemania Occidental.

## Partidos
- 22 de noviembre de 1950; Saarbrücken
Sarre 5:3 Suiza B
- 27 de mayo de 1951; Saarbrücken
Sarre 3:2 Austria B
- 15 de septiembre de 1951; Berna (Suiza)
Sarre 5:2 Suiza B
- 14 de octubre de 1951; Viena (Austria)
Sarre 1:4 Austria B
- 20 de abril de 1952; Saarbrücken
Sarre 0:1 Francia B
- 5 de octubre de 1952; Estrasburgo (Francia)
Sarre 3:1 Francia B
- 24 de junio de 1953; Oslo (Noruega)
Sarre 3:2 Noruega
- 11 de octubre de 1953; Stuttgart (R. F. Alemana)
Sarre 0:3 Alemania Occidental
- 8 de noviembre de 1953; Saarbrücken
Sarre 0:0 Noruega
- 28 de marzo de 1954; Saarbrücken
Sarre 1:3 Alemania Occidental
- 5 de junio de 1954; Saarbrücken 
Sarre 1:7 Uruguay
- 26 de septiembre de 1954; Saarbrücken
Sarre 1:5 Yugoslavia
- 17 de octubre de 1954; Lyon (Francia)
Sarre 1:4 Francia B
- 1 de mayo de 1955; Lisboa (Portugal)
Sarre 1:6 Portugal B
- 9 de octubre de 1955; Saarbrücken
Sarre 7:5 Francia B
- 16 de noviembre de 1955; Saarbrücken
Sarre 1:2 Países Bajos
- 1 de mayo de 1956; Saarbrücken
Sarre 0:0 Suiza
- 3 de junio de 1956; Saarbrücken
Sarre 0:0 Portugal B
- 6 de junio de 1956; Ámsterdam (Países Bajos)
Sarre 2:3 Países Bajos

## Sarre en Mundiales
| Año   | Ronda             | Posición | PJ | PG | PE | PP | GF | GC |
| ----- | ----------------- | -------- | -- | -- | -- | -- | -- | -- |
| 1950  | Sin participación | 0        | 0  | 0  | 0  | 0  | 0  | 0  |
| 1954  | No se clasificó   | 0        | 0  | 0  | 0  | 0  | 0  | 0  |
| Total | 0/2               | 0.º      | 0  | 0  | 0  | 0  | 0  | 0  |

## Juegos Olímpicos
| Año   | Ronda             | Posición | PJ | PG | PE | PP | GF | GC |
| ----- | ----------------- | -------- | -- | -- | -- | -- | -- | -- |
| 1948  | Sin participación | 0°       | 0  | 0  | 0  | 0  | 0  | 0  |
| 1952  | Sin participación | 0°       | 0  | 0  | 0  | 0  | 0  | 0  |
| 1956  | Sin participación | 0°       | 0  | 0  | 0  | 0  | 0  | 0  |
| Total | 0/3               | 0.º      | 0  | 0  | 0  | 0  | 0  | 0  |

## Estadísticas
- Partidos Jugados: 19 (6 victorias, 3 empates, 10 derrotas)
Contra Equipos Oficiales: 9 (1 victoria, 2 empates, 6 derrotas)
- Goles a favor: 36 goles
Contra equipos oficiales: 9 goles
- Goles en contra: 54 goles
Contra equipos oficiales: 25 goles